# トニー・カークホープ
トニー・カークホープ（Tony Kirkhope、1949年 - 1997年）は、イギリスの映画ディストリビューター、映画プロデューサーである。1990年（平成2年）、ロンドンで「ラテン・アメリカ映画祭」を創設した。

## 人物・来歴
1949年（昭和25年）10月10日、スコットランドのダンバートンに生まれる。出生名はアンソニー・ジェイムズ・ヘンリー・カークホープ。南ウェールズで育つ。
1960年代後半にノッティンガム大学工科を卒業、カーディフ周辺にある工場で働く。1972年（昭和47年）には書店員をしながら、アザーシネマ社に参加する。同社で、ジャン＝リュック・ゴダールやシャンタル・アケルマン、ヨリス・イヴェンス、センベーヌ・ウスマンらの作品をロンドンに紹介する仕事をした。
1985年（昭和60年）、ロンドンのソーホーに映画館「メトロ」を開館、オープニング番組は、スティーヴン・フリアーズ監督の『マイ・ビューティフル・ランドレット』とゴダールとアンヌ＝マリー・ミエヴィルの『ゴダールのマリア』であった。
1986年（昭和61年）、当時の英国映画協会（BFI）製作部長コリン・マッケイブの協力を得、イギリスのテレビ局チャンネル4の依頼で、ゴダールとミエヴィル共同監督によるテレビ映画『ソフト & ハード』を製作、カークホープは「デプトフォード・ビーチ・プロダクションズ」とともに作品にクレジットされた。
1990年（平成2年）、ロンドンで、キューバ出身のエヴァ・ター（エヴァ・ター・カークホープ）とともに「ラテン・アメリカ映画祭」を創設、運営した。1994年（平成6年）にエヴァと結婚した。
1997年（平成9年）5月29日、ロンドンで睡眠中に死去。満47歳没。「ラテン・アメリカ映画祭」は妻エヴァが遺志を継いだ。

## フィルモグラフィ
- 『ソフト & ハード』、監督ジャン＝リュック・ゴダール、アンヌ＝マリー・ミエヴィル、テレビ映画、1986年

## 註
1. ↑  #外部リンク欄、「Latin American Film Festival」リンク先、「About Us」の項の記述を参照。二重リンクを省く。
2. 1 2 3 4 5 6 7  #外部リンク欄、「Obituary: Tony Kirkhope」（執筆コリン・マッケイブ、1997年6月5日付）リンク先の記述を参照。二重リンクを省く。
3. ↑  #外部リンク欄、「The Sunday Times - Cuban reels」リンク先の記述を参照。二重リンクを省く。